# Боднаровка (Львов)
Боднаро́вка (Беднаро́вка, Бондаро́вка) — местность Сыховского района Львова в районе перекрёстка улиц Стрыйской и Научной. Район застроен преимущественно многоэтажками, однако часть Боднаровки с западной стороны ул. Стрыйской (от № 228) сохранила сельскую и пригородную застройку 1930—1950-х гг. Между Боднаровкой и Козельниками берёт начало река Зубря (Зубра).

## История развития
В XIX веке Боднаровка была приселком возле фольварка, который входил в состав села Кульпарков. Северная часть Боднаривки (до нынешней ул. Хуторовка) вошла в состав Львова в 1931 году, а южная, которая принадлежала к тогдашнему Сокольницкому, а затем Пустомытовскому району, — в 1955 году.
Развитие Боднаровки происходило после Первой мировой войны, когда с западной стороны ул. Стрыйской, был создан кирпичный завод союза «Радивил, Отмер и Зелинский», а с другой стороны улицы — городская бетонярня (позже — завод железобетонных изделий). Вдоль парной стороны Стрыйской дороги занимались огородничеством болгарские крестьяне, которые поставляли львовянам свежие овощи и фрукты, в частности экзотичные в те времена помидоры.
В 1931 году за бетонярней учредили монастырь ордена кармелитов босых, при котором в 1938 году построили костёл по проекту Людомила Дьюрковича. В местность вблизи монастыря перенесли городской ипподром.
В 1945 году поблизости началось строительство автосборочного завода, оборудование для которого привозили сначала из оккупированной Германии. Сначала на предприятии выпускали автокраны, впоследствии оно было перепрофилировано во Львовский автобусный завод, который значительно расширился, поглощая окружающие территории, в частности и старый ипподром.
В Освицком гае после Великой Отечественной войны был создан танкоремонтный завод. В 1950-х годах к нему была проложена из центра города троллейбусная линия № 5. В те же годы были построены казармы внутренних войск на ул. Стрыйской, 146, которые стали тогдашней доминантой Боднаровки. В 1950-х годах на реке Зубре, между Боднаровкой и Сиховом, было создано Пионерское озеро с зоной отдыха, которое из-за загрязнённости водоёма было вскоре спущено и на его месте образовалось болото.
Местность стала интенсивно застраиваться стандартными жилыми домами в 1960—1980 гг. — сначала между улицами Артёма (теперь Владимира Великого) и Суркова (теперь Рубчака), а затем — с восточной стороны ул. Стрыйской (за ул. Хуторовка). Тогда же был заложен парк  парк Боднаровка, украшением которого стал детский кинотеатр, устроенный в фюзеляже самолета АН-10.
В 1980 году на южной окраине Львова был построен львовский автовокзал, за которым позже построили львовский ипподром. Это место стало местом паломничества верующих католиков и греко-католиков, когда на территории ипподрома 26 и 27 июня 2001 года происходила месса при участии папы римского Иоанна Павла ІІ.

## Доминирующие сооружения
- Львовский автовокзал,
- стадион, строящийся к Чемпионату Европы по футболу 2012 года,
- Львовский ипподром,
- Львовский областной клинический онкологический диспансер,
- Церковь Святых мучеников Бориса и Глеба,
- Церковь Успения Пресвятой Богородицы.